# Politische Krise in Albanien 2009–2013

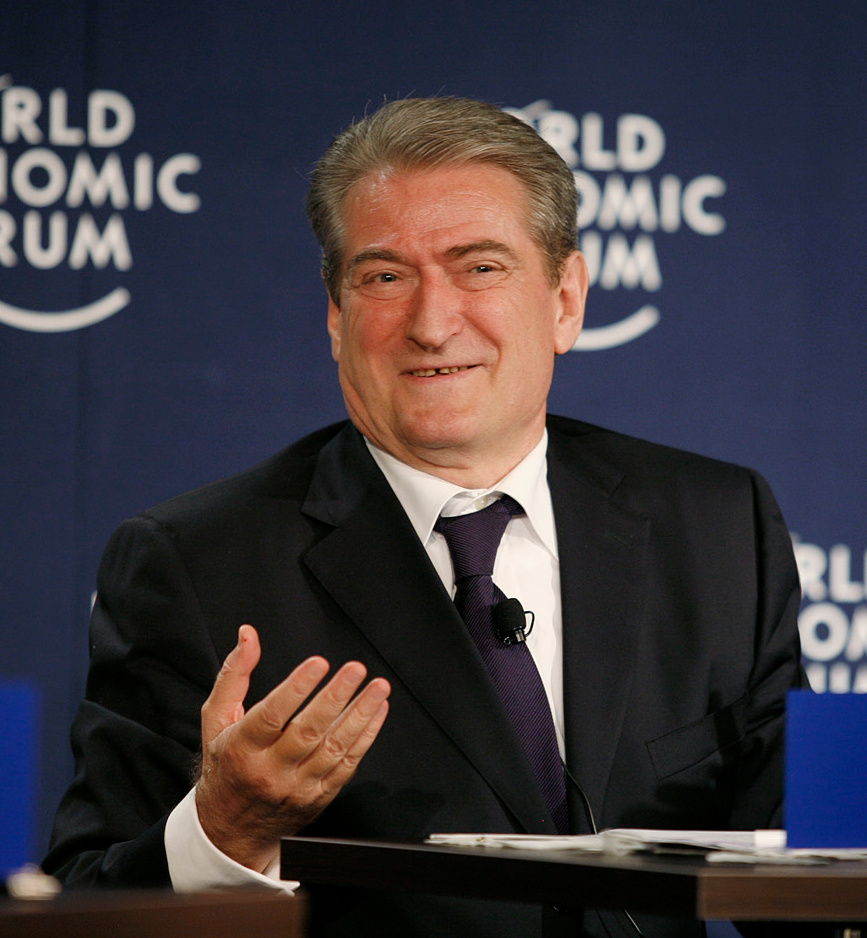
Ministerpräsident Sali Berisha (2008)

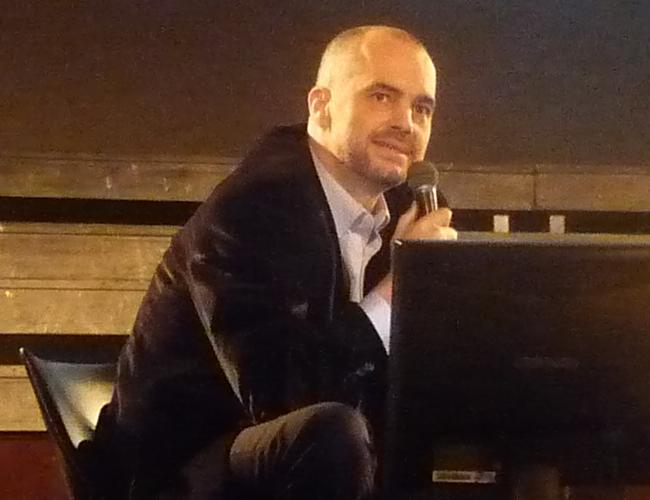
Oppositionsführer Edi Rama (2008)

Die politische Krise der Jahre 2009 bis 2013 in Albanien begann nach den albanischen Parlamentswahlen im Juni 2009. Sie war geprägt von Auseinandersetzungen zwischen der Demokratischen Partei (PD) von Ministerpräsident Sali Berisha und der oppositionellen Sozialistischen Partei (PS). Diese warf Berisha Wahlmanipulationen vor und boykottierte daraufhin – mit einigen Unterbrechungen – das Parlament. Nachdem im Januar 2011 der stellvertretende Ministerpräsident Ilir Meta infolge einer Korruptionsaffäre zurücktreten musste, intensivierten sich die Proteste der Oppositionellen zu Massendemonstrationen, die teilweise von blutigen Ausschreitungen begleitet wurden. Nach den Kommunalwahlen vom 8. Mai 2011 verbesserte sich die Lage kaum. So wurde einen Monat nach den Wahlen noch immer um den Bürgermeisterposten der Hauptstadt Tirana „gekämpft“. Nachdem die Sozialisten das Resultat der Wahlkommission – nicht Amtsinhaber und zugleich Sozialisten-Chef Edi Rama, sondern der demokratische Kandidat Lulzim Basha habe die Wahlen gewonnen – nicht akzeptiert hatten, gingen die Oppositionellen gegen den Kommissionsentscheid mit einer Anklage beim Wahlgericht vor, welche aber abgewiesen wurde. Insgesamt war die politische Landschaft Albaniens seit dem Juni 2009 in einem Lähmzustand, weswegen auch jegliche EU-Integrationsbemühung blockiert ist (siehe dazu: Albanien und die Europäische Union).
Am 5. September 2011 trat das Parlament zu seiner neuen Sitzungsperiode zusammen, diesmal mit der Opposition. Damit beendeten die Sozialisten den mit einigen Unterbrechungen seit Sommer 2009 andauernden Boykott des Gesetzgebungsorgan des Landes. In der Folge normalisierte sich die Situation. Spätestens seit der Parlamentswahl in Albanien 2013, die problemlos verlief und zu einem geordneten Regierungswechsel führte, ist die Krise beendet.

## Hintergrund
Seitdem in Albanien im Dezember 1990 neben der Partei der Arbeit Albaniens (PAA) auch andere Parteien zugelassen werden, sind  die wichtigsten Parteien die Demokratische Partei (PD), die erste neugegründete Partei, und die Sozialistische Partei (PS), die Nachfolgerin der PAA. Führender Kopf der Demokraten ist ihr Parteipräsident Sali Berisha, der in den 1990er Jahren Staatsoberhaupt war und 2005 als Ministerpräsident des Landes gewählt wurde. Aktueller Anführer der Sozialisten ist Edi Rama, seit dem Jahr 2000 Bürgermeister von Tirana (zweimal wiedergewählt).
Beobachter bemängeln die fehlende politische Kultur dieser auf Machtpolitik basierenden Lage: Mangelnde Diskussionsbereitschaft, gehässige Dispute und Schwarz-Weiß-Malerei haben das politische System des Landes immer wieder blockiert. Gewaltsame Auseinandersetzungen führten das Land immer wieder an den Abgrund.
Auch im Vorfeld der im Sommer 2009 stattfindenden Parlamentswahlen war der Dialog von scharfen Auseinandersetzungen der Hauptkonkurrenten Berisha und Rama geprägt.

## Verlauf

### Umstrittene Parlamentswahlen 2009
Nach den Parlamentswahlen vom 28. Juni 2009, aus denen die Demokratische Partei von Ministerpräsident Sali Berisha als Siegerin hervorging, warf die Opposition dem Premier und dessen Regierung Wahlfälschung vor. Die Demokraten gingen unter anderem auch als Sieger aus der Wahl hervor, weil Ilir Metas Partei Lëvizja Socialiste për Integrim kurzfristig die Seiten gewechselt und mit ihnen eine Koalition eingegangen war.
Die Opposition forderte die Nachzählung strittiger Wahlurnen. Die Regierung verwies jedoch darauf, dass internationale Beobachter die Wahl als „ordnungsgemäß“ bezeichnet hatten und im Instanzenzug die albanischen Gerichte keine ausreichenden Beweise gesehen hatten. Da die Sozialisten unter ihren Vorsitzenden Rama weiter auf Transparenz beharrten, zogen sie vorerst nicht ins Parlament ein. Erst im Februar 2010 beendeten sie ihren Boykott partiell: Sie verweigern sich jedoch jeglicher Zusammenarbeit an Gesetzen, die eine 3/5-Mehrheit benötigen, und blockieren somit die Reformen, die für Albanien von großer Bedeutung sind. Sie nahmen während einer kurzen Periode nur an einzelnen Parlamentssitzungen teil.

### Hungerstreik 2010

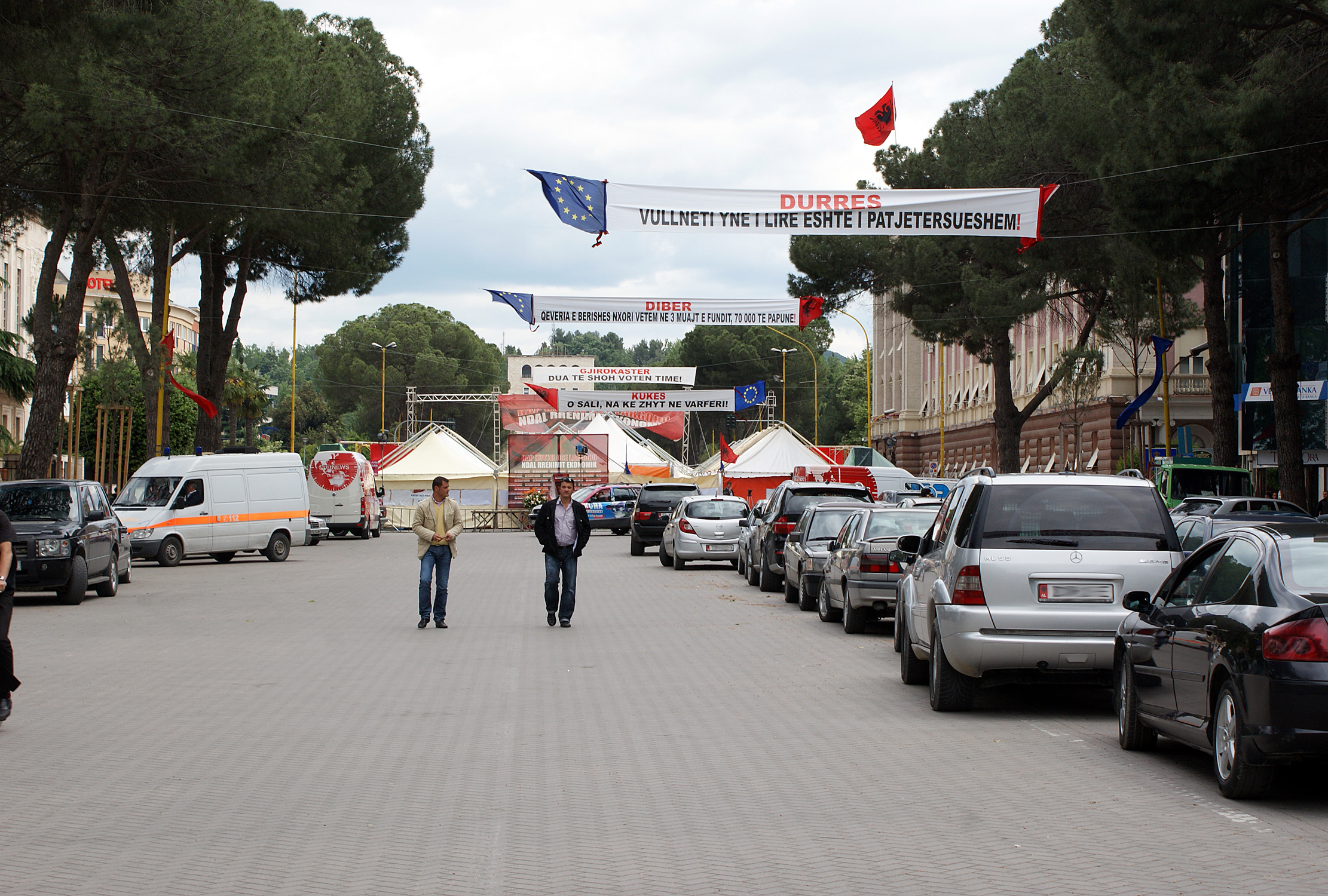
Lager der Hungerstreikenden der Sozialistischen Partei auf Tiranas Hauptboulevard im Mai 2010

Am 1. Mai 2010 traten 22 sozialistische Abgeordnete zusammen mit etwa zweihundert Anhängern in einen Hungerstreik. Die Streikenden lagerten auf Tiranas Hauptboulevard Bulevardi i Dëshmorëve vor Regierungsgebäuden. Erst am 24. Mai wurde der Streik beendet, nachdem Berisha der Veröffentlichung einiger strittiger Wahldaten zugestimmt hatte.
Zuvor hatten sich Berisha und Rama mit den zwei größten politischen Gruppenführern im Europäischen Parlament in Straßburg am 20. Mai 2010 getroffen, ohne dass eine Lösung gefunden werden konnte.

### Verbrennung der Wahlurnen
Am 27. Dezember 2010 lehnte das Parlament die von den Sozialisten angeregte Einrichtung einer parlamentarischen Untersuchungskommission ab. Über das weitere Schicksal der Wahlurnen wurde am 29. Dezember in einer Versammlung der Zentralen Wahlkommission (alb. Komisioni Qendror i Zgjedhjeve, kurz KQZ) entschieden. Darin wurde vereinbart, dass die Wahlzettel verbrannt werden sollten, damit die Wahlurnen für die Gemeindewahlen im Mai 2011 gebraucht werden können. Der Beseitigungsvorgang wurde bis zum 5. März beendet. Die Sozialisten kritisierten diesen Vorgang scharf.

### Korruptionsvorwürfe gegen Ilir Meta

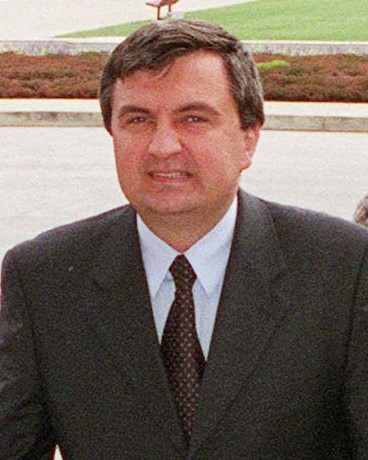
Ilir Meta auf einer Aufnahme aus dem Jahr 2000

Am 14. Januar 2011 gab der stellvertretende Ministerpräsident und zugleich Minister für Wirtschaft, Handel und Energie Ilir Meta (LSI) seinen Rücktritt bekannt. Als Grund nannte er, der Staatsanwaltschaft die Einleitung einer strafrechtlichen Untersuchung gegen ihn zu ermöglichen. Denn zwei Tage zuvor hatte die Satire-Sendung Fiks Fare auf dem Fernsehsender Top Channel ein Video veröffentlicht, das ihn zusammen mit seinem Parteigänger Dritan Prifti beim Versuch zeigt, eine öffentliche Ausschreibung für den Bau eines Wasserkraftwerkes zu manipulieren. Zugleich werde er eine rechtliche, strafgesetzliche und zivile „Schlacht“ gegen Prifti beginnen, um seine Unschuld und die Manipulierung des Videos zu beweisen. Ein Jahr später, am 16. Januar 2012, sprach ihn das Oberste Gericht vom Vorwurf der Korruption mangels Beweisen frei, da das heimlich aufgenommene Video als Beweismittel abgelehnt worden ist.
Kurz nach dem Rücktritt Mitte 2011 wurden die Ministersitze durch die LSI neu verteilt und von der Regierung und vom Präsidenten bestätigt: Edmond Haxhinasto wurde neben seinem Amt als Außenminister auch stellvertretender Ministerpräsident und Nasip Naço wurde neuer Minister für Wirtschaft, Handel und Energie. Nach dieser Veröffentlichung änderte die Sozialistische Partei ihre Strategie. Sie wolle nun mit Massendemonstrationen und somit mit Gewalt die Regierung umstürzen.

### Proteste im Januar 2011

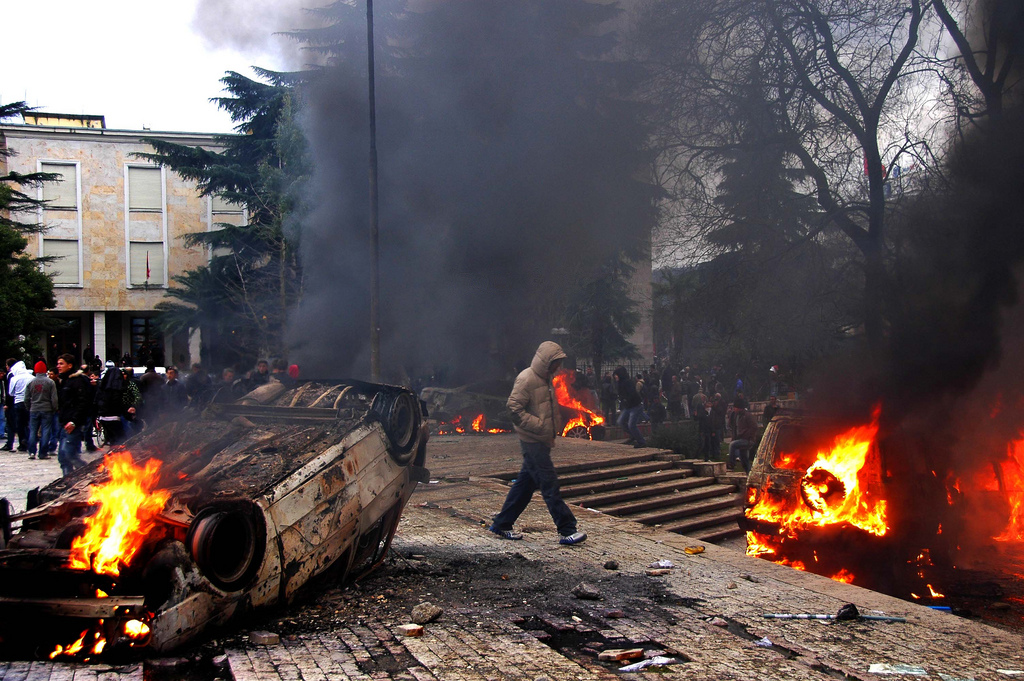
Brennende Autos vor dem Ministerrat in Tirana am 21. Januar 2011

Die Proteste erreichten am 21. Januar 2011 ihren vorläufigen Höhepunkt, als eine Demonstration mit über 20.000 Teilnehmern in der Innenstadt von Tirana eskalierte und mindestens drei Oppositionelle erschossen wurden. Es gab rund 46 verletzte Polizisten. Die Sicherheitskräfte verhafteten 113 Personen. Zuvor hatten die Demonstranten mehrere Autos angezündet und versucht, den Sitz von Ministerpräsident Berisha zu stürmen. Präsident Bamir Topi rief zur Ruhe auf.

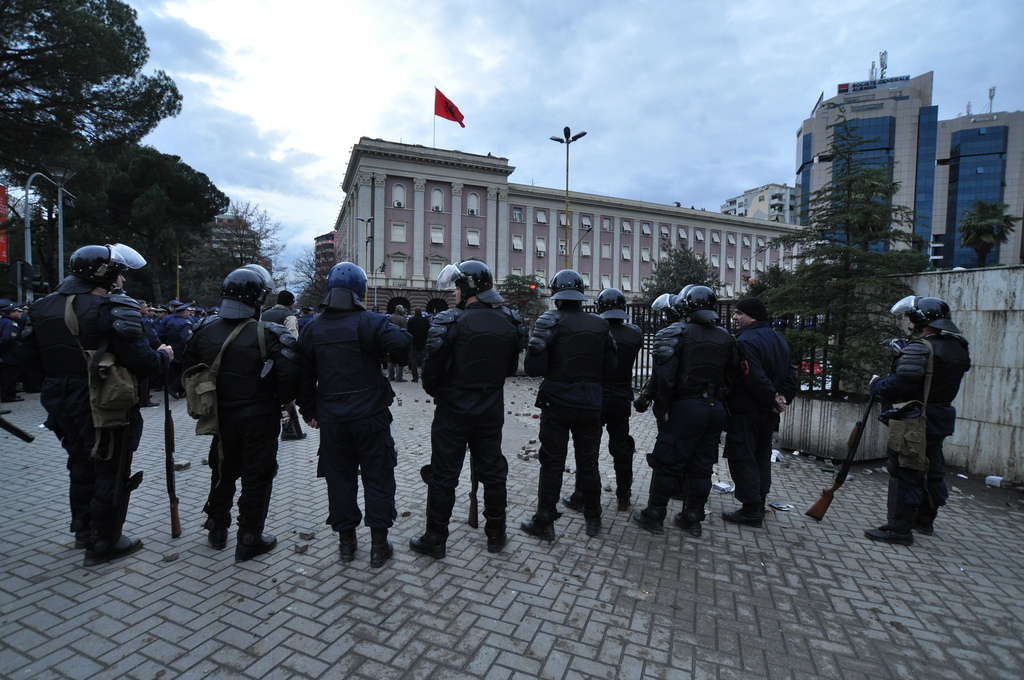
Polizisten während der Proteste am Hauptboulevard

Nach der Protestaktion gaben sich Regierung und Opposition gegenseitig die Schuld für die Todesfälle. Die Staatsanwaltschaft erließ wegen Tötung und Kompetenzüberschreitungen Haftbefehle gegen sechs ranghohe Mitglieder der Republikanischen Garde (albanisch Garda e Republikës). Berisha beschuldigte deswegen die Generalstaatsanwältin Ina Rama der Durchführung eines zweiten Staatsstreichs. Polizei und Regierung waren deshalb auch eine Woche danach den Haftbefehlen noch nicht nachgekommen. Auf Wunsch der Staatsanwaltschaft halfen US-amerikanische Experten des FBI bei der Untersuchung der Todesfälle am 21. Januar vor Ort mit. Am 24. Januar 2011 wurde vom Albanischen Parlament eine Untersuchungskommission, jedoch ohne Sozialisten, eingerichtet, die die Vorfälle untersuchen soll. Währenddessen verurteilte das Kreisgericht Tiranas 27 verhaftete Demonstranten zu 20 Tagen Gefängnis.
Eine für den 26. Januar angekündigte Demonstration der Demokraten gegen Gewalt wurde nach einem Treffen von Berisha mit dem EU-Gesandten Miroslav Lajčák nicht ausgeführt; damit wolle Berisha der Opposition entgegenkommen. Anfang Februar 2011 setzte die PS ihre Protestaktionen wieder fort, welche jedoch weniger aufwändig und intensiv waren als diejenigen vom 21. Januar.

### Lokalwahlen 2011
Am 8. Mai 2011 fanden schließlich Lokalwahlen statt, die ebenfalls von der angespannten Lage beeinflusst waren. Dabei wurden landesweit die Sozialisten die Sieger, und die Demokraten mussten zahlreiche Niederlagen, sogar in einzelnen ihrer Hochburgen, hinnehmen. In Tirana lieferten sich Rama und sein Herausforderer Lulzim Basha ein regelrechtes Fiasko: Nachdem Rama nach Beendigung der Stimmenauszählung sich selbst als Sieger erklärt hatte, korrigierte die KQZ das Resultat zugunsten Bashas, der mit 81 Stimmen die Wahlen gewonnen habe. Die Sozialisten akzeptierten den Kommissionsentscheid jedoch nicht und gingen gegen ihn mit einer Klage beim Wahlgericht vor, welche jedoch abgewiesen wurde. Auch dieser Entscheid ließ die Sozialisten kalt. Die Demokraten warfen ihnen Ausübung von Druck gegen das Gericht vor.

### Ende des Boykotts
Am 26. Mai 2011 begannen nach zwei Monaten Pause die ersten Parlamentssitzungen. Dabei erklärte die Sozialistische Partei, dass sie nicht die Absicht habe, ins Parlament zurückzukehren. Dieser Boykott-Weiterführung folgten zwei Abgeordnete, Andis Harasani und Kastriot Islami, nicht. Sie wollten damit der politischen Lähmung endlich ein Ende setzen und ihre Aufgabe als Abgeordnete des Volkes erfüllen.
Am 2. Juli 2011, über zwei Jahre nach den Parlamentswahlen vom Juni 2009, erklärte der Parteivorsitzende der Sozialisten Edi Rama, dass seine Partei bereit sei, ins Albanische Parlament zurückzukehren und damit den Boykott zu beenden. Laut Rama soll damit der Vertiefung der politischen Krise im Land entgegengewirkt werden. Dem Ende des Boykotts gingen viele innerparteiliche Diskussionen voran.
Am 1. September 2011 erklärte der Vorsitzende Edi Rama, dass seine Partei am 5. September zum Beginn der neuen Sitzungsperiode anwesend sein werde. Das Boykott-Ende betreffe neben dem Parlament auch die Parlamentskommissionen. Edi Rama erschien zum ersten Mal, seitdem er die Stadtverwaltung seinem Rivalen Lulzim Basha abgeben musste. Mit dieser Erklärung ging somit der Boykott nach über zwei Jahren offiziell zu Ende.
Am 5. September trat das Parlament zu seiner neuen Sitzungsperiode zusammen, diesmal mit der Opposition. In der laufenden Legislaturperiode standen für das Land wichtige, lange aufgeschobene Entscheide an, für die die Beteiligung der Opposition bedeutend war: Das Parlament musste eine Reform des Wahlgesetzes durchbringen, nachdem die OSZE-ODIHR und die Venedig-Kommission im Wahlsystem Albaniens Mängel beanstandet hatten. Auch die zwölf Aufnahmekriterien der EU sollten abgearbeitet werden.